# La Mosane
La Mosane is een Belgisch historisch merk van motorfietsen.
De Ateliers La Mosane in Chênée (Luik) produceerden motorfietsen van ca. 1920 tot 1930.
Het bedrijf was opgericht door Arthur Ansay, in het bestuur zaten ingenieur Paul Delville en vennoot Polain.
Vreemd is dat er van dit merk, dat toch tien jaar lang produceerde, zo weinig bekend is. Ook de motorfietsen waren niet de "simpelste"; ze waren voorzien van viercilindermotoren, die in die tijd nog geen gemeengoed waren.